# Jocurile Europene în sală din 1968
A 3-a ediție a Jocurilor Europene în sală s-a desfășurat între 9 și 10 martie 1968 la Madrid, Spania. Au participat 206 sportivi din 20 de țări.

## Sală
Probele au avut loc la Palatul Sporturilor Comunității din Madrid. Acesta a fost inaugurat în anul 1960.

## Rezultate
RM - cea mai bună performanță din lume; RE - record european; RC - record al competiției; RN - record național; PB - cea mai bună performanță a carierei

### Masculin
| Event                | Aur                                                                                | Aur     | Argint                                                                          | Argint | Bronz                                                                                     | Bronz  |
| 50 m                 | Jobst Hirscht (FRG)                                                                | 5,72    | Bob Frith (GBR)                                                                 | 5,78   | Günter Gollos (GDR)                                                                       | 5,78   |
| 400 m                | Andrzej Badeński (POL)                                                             | 47,04   | Aleksandr Bratcikov (URS)                                                       | 47,3   | Jan Balachowski (POL)                                                                     | 47,3   |
| 800 m                | Noel Carroll (IRL)                                                                 | 1:56,66 | Alberto Estebán (ESP)                                                           | 1:57,7 | Sergey Kryuchok (URS)                                                                     | 1:58,1 |
| 1500 m               | John Whetton (GBR)                                                                 | 3:50,94 | José María Morera (ESP)                                                         | 3:51,7 | Igor Potapchenko (URS)                                                                    | 3:51,9 |
| 3000 m               | Viktor Kudinski (URS)                                                              | 8:10,27 | Bernd Diessner (GDR)                                                            | 8:11,0 | Wolfgang Zur (FRG)                                                                        | 8:11,8 |
| 50 m garduri         | Eddy Ottoz (ITA)                                                                   | 6,52    | Günther Nickel (FRG)                                                            | 6,68   | Milan Kotík (TCH)                                                                         | 6,73   |
| Ștafetă 4×364 m      | Poland · Waldemar Korycki · Jan Balachowski · Jan Werner · Andrzej Badeński        | 2:48,9  | RFG Horst Daverkausen Peter Bernreuther Ingo Roper Martin Jellinghaus           | 2:49,7 | Uniunea Sovietică Boris Savciuk Vasîl Anisimov Serghei Abalihin Aleksandr Bratcikov       | 2:51,1 |
| Ștafetă mixtă        | Uniunea Sovietică Aleksandr Lebedev Boris Savciuk Igor Potapcenko Serghei Kriuciok | 3:52,2  | Poland · Marian Dudziak · Waldemar Korycki · Andrzej Badeński · Edmund Borowski | 3:54,6 | Spain · José Luis Sánchez Paraíso · Ramon Magarinos · Alfonso Gabernet · José María Reina | 4:02,8 |
| Ștafetă 3×1000 m     | Uniunea Sovietică Mihail Jelobovski Oleg Raiko Anatoli Verlan                      | 7:13,6  | Spain · Alberto Estebán · Enrique Bondia · Virgilio González                    | 7:23,6 | Cehoslovacia Pavel Hruška Ján Kasal Miroslav Jůza                                         | 7:40,2 |
| Săritura în înălțime | Valeri Skvorțov (URS)                                                              | 2,17    | Valentin Gavrilov (URS)                                                         | 2,17   | Kenneth Lundmark (SWE)                                                                    | 2,14   |
| Săritura cu prăjina  | Wolfgang Nordwig (GDR)                                                             | 5,20    | Gennadi Bleznițov (URS)                                                         | 5,10   | Jörge Milack (GDR)                                                                        | 5,00   |
| Săritura în lungime  | Igor Ter-Ovanesean (URS)                                                           | 8,16    | Tõnu Lepik (URS)                                                                | 7,87   | Bernhard Stierle (FRG)                                                                    | 7,59   |
| Triplusalt           | Nikolai Dudkin (URS)                                                               | 16,71   | Viktor Saneev (URS)                                                             | 16,69  | Luis Felipe Areta (ESP)                                                                   | 16,47  |
| Aruncarea greutății  | Heinfried Birlenbach (FRG)                                                         | 18,65   | Władysław Komar (POL)                                                           | 18,40  | Nikolai Karasiov (URS)                                                                    | 18,35  |

### Feminin
| Event                | Aur                                                                           | Aur    | Argint                                                                      | Argint | Bronz                      | Bronz  |
| 50 m                 | Sylviane Telliez (FRA)                                                        | 6,24   | Erika Rost (FRG)                                                            | 6,38   | Hannelore Trabert (FRG)    | 6,41   |
| 400 m                | Natalia Pecionkina (URS)                                                      | 55,29  | Gisela Köpke (FRG)                                                          | 56,2   | Tatiana Arnautova (URS)    | 56,3   |
| 800 m                | Karin Burneleit (GDR)                                                         | 2:07,6 | Alla Kolesnikova (URS)                                                      | 2:08,3 | Valentina Lukianova (URS)  | 2:09,4 |
| 50 m garduri         | Karin Balzer (GDR)                                                            | 7,03   | Bärbel Weidlich (GDR)                                                       | 7,07   | Liudmila Ievleva (URS)     | 7,09   |
| Ștafetă 4×182 m      | RFG Renate Meyer Hannelore Trabert Christa Elsler Erika Rost                  | 1:28,8 |                                                                             |        |                            |        |
| Ștafetă mixtă        | Uniunea Sovietică Lilia Tkacenko Vera Popkova Nadejda Seropeghina Anna Zimina | 4:28,4 | Cehoslovacia Eva Putnová Vlasta Seifertová Libuše Macounová Emilie Ovadková | 4:39,0 |                            |        |
| Săritura în înălțime | Rita Schmidt (GDR)                                                            | 1,84   | Virginia Bonci (ROM)                                                        | 1,76   | Antonina Okorokova (URS)   | 1,76   |
| Săritura în lungime  | Berit Berthelsen (NOR)                                                        | 6,43   | Bärbel Löhnert (GDR)                                                        | 6,23   | Viorica Viscopoleanu (ROM) | 6,23   |
| Aruncarea greutății  | Nadejda Cijova (URS)                                                          | 18,18  | Margitta Gummel (GDR)                                                       | 17,62  | Marita Lange (GDR)         | 17,19  |

## Clasament pe medalii
| Loc   | Țară                        | Aur | Argint | Bronz | Total |
| ----- | --------------------------- | --- | ------ | ----- | ----- |
| 1     | Uniunea Sovietică           | 9   | 6      | 8     | 23    |
| 2     | Republica Democrată Germană | 4   | 4      | 3     | 11    |
| 3     | RFG                         | 3   | 4      | 3     | 10    |
| 4     | Polonia                     | 2   | 2      | 1     | 5     |
| 5     | Regatul Unit                | 1   | 1      | 0     | 2     |
| 6     | Franța                      | 1   | 0      | 0     | 1     |
| 6     | Irlanda                     | 1   | 0      | 0     | 1     |
| 6     | Italia                      | 1   | 0      | 0     | 1     |
| 6     | Norvegia                    | 1   | 0      | 0     | 1     |
| 10    | Spania                      | 0   | 3      | 2     | 5     |
| 11    | Cehoslovacia                | 0   | 1      | 2     | 3     |
| 12    | România                     | 0   | 1      | 1     | 2     |
| 13    | Suedia                      | 0   | 0      | 1     | 1     |
| Total | Total                       | 23  | 22     | 21    | 66    |

## Participarea României la campionat

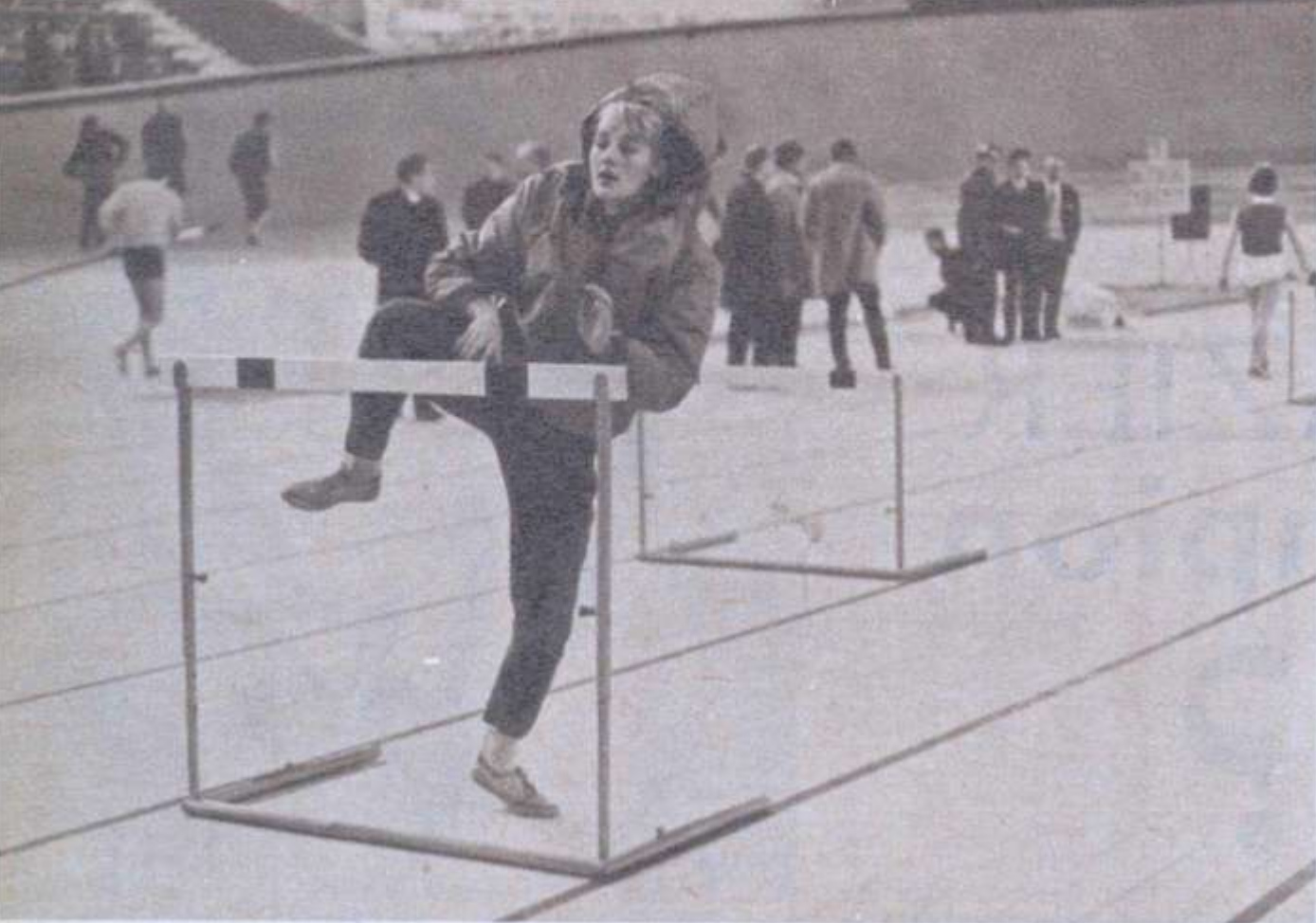
Valeria Ștefănescu (Bufanu) în timpul unui antrenament de acomodare

Șase atleți (3 la feminin și 3 la masculin) au reprezentat România.
- Virginia Bonci – înălțime - locul 2
- Viorica Viscopoleanu – lungime - locul 3
- Șerban Ciochină – triplusalt - locul 4
- Valeria Ștefănescu – 50 m garduri - locul 5
- Dan Hidioșanu – 50 m garduri - locul 13
- Șerban Ioan – înălțime - locul 16